# Харрис, Алекс (футболист)
А́лекс Ха́ррис (англ. Alex Harris; 6 февраля 1994, Эдинбург, Шотландия) — шотландский футболист. Полузащитник шотландского клуба «Эдинбург Сити».

## Карьера
Начинал играть в футбол в любительской команде «Civil Service Strollers F.C.». Именно там его заметили селекционеры «Хиберниана», и в 2003 году он начал заниматься в академии клуба. Спустя девять лет он провёл первый матч за «хибс», 6 октября 2012 выйдя на замену в игре против «Данди». В январе 2013 года подписал новый контракт с командой до 2014 года.